# 东行政区

橘色部分為東行政區所在位置

东行政区（羅馬化：Vostochny administrativny okrug），位於俄罗斯莫斯科的行政区，面积154.6平方公里，人口1,452,759人（2010年統計）。

## 行政区划
东行政区劃分为16个区。

## 交通
俄铁莫斯科东站位于东行政区境内。